# ۱۰۱۱ (خورشیدی)
۱۰۱۱ هزار و یازدهمین سال هجری خورشیدی است.

## زادگان
- شاه عباس دوم صفوی، (درگذشت: ۱۰۴۵)